# Прилучна
Прилу́чна — гора в Українських Карпатах. Розташована в південній частині Верховинського району Івано-Франківської області, на південний захід від села Нижній Яловець і південний схід від села Буркут.
Висота 1646 м. Розташована у західній частині хребта Прилучного, на межиріччі верхів'їв Білого та Чорного Черемошу. Схили гори порівняно пологі (крім південно-східних); значні площі займають полонини. Вершина незаліснена.
Прилучна лежить на стику двох гірський масивів — Гринявських гір та Чивчинських гір (частина Мармароського масиву).